# Mesosemia albipuncta
Mesosemia albipuncta is een vlindersoort uit de familie van de prachtvlinders (Riodinidae), onderfamilie Riodininae.
Mesosemia albipuncta werd in 1913 beschreven door Schaus.